# Édouard Angoran
Pour les articles homonymes, voir Angoran.
 (août 2017).
Pas d'image ? Cliquez ici

a Compétitions nationales et continentales officielles uniquement.

b Matchs officiels uniquement.
Édouard Angoran, né le 6 mai 1970, est un joueur ivoirien de rugby à XV qui évoluait au poste de talonneur ou de troisième ligne aile, il a été international de l'équipe de Côte d'Ivoire de rugby à XV avec qui il a participé à la Coupe du monde de rugby à XV 1995 où il a joué les trois matchs de sa sélection.